# Yurisleidy Lupetey
Yurisleidy Lupetey Cobas (Moa, 6 de mayo de 1981) es una deportista cubana que compitió en judo.
Participó en tres Juegos Olímpicos de Verano entre los años 2004 y 2012, obteniendo una medalla de bronce en la edición de Atenas 2004 en la categoría de –57 kg. En los Juegos Panamericanos consiguió dos medallas, en los años 2003 y 2011.
Ganó dos medallas en el Campeonato Mundial de Judo, en los años 2001 y 2003, y nueve medallas en el Campeonato Panamericano de Judo entre los años 2001 y 2012.

## Palmarés internacional
| Juegos Olímpicos        | Juegos Olímpicos                | Juegos Olímpicos  | Juegos Olímpicos |
| Año                     | Lugar                           | Medalla           | Categoría        |
| ----------------------- | ------------------------------- | ----------------- | ---------------- |
| 2004                    | Atenas (Grecia)                 | Medalla de bronce | –57 kg           |
| Campeonato Mundial      |                                 |                   |                  |
| Año                     | Lugar                           | Medalla           | Categoría        |
| 2001                    | Múnich (Alemania)               | Medalla de oro    | –57 kg           |
| 2003                    | Osaka (Japón)                   | Medalla de bronce | –57 kg           |
| Juegos Panamericanos    |                                 |                   |                  |
| Año                     | Lugar                           | Medalla           | Categoría        |
| 2003                    | Santo Domingo (Rep. Dominicana) | Medalla de oro    | –57 kg           |
| 2011                    | Guadalajara (México)            | Medalla de oro    | –57 kg           |
| Campeonato Panamericano |                                 |                   |                  |
| Año                     | Lugar                           | Medalla           | Categoría        |
| 2001                    | Córdoba (Argentina)             | Medalla de oro    | –57 kg           |
| 2002                    | Santo Domingo (Rep. Dominicana) | Medalla de oro    | –57 kg           |
| 2004                    | Isla de Margarita (Venezuela)   | Medalla de plata  | –57 kg           |
| 2006                    | Buenos Aires (Argentina)        | Medalla de oro    | –57 kg           |
| 2008                    | Miami (Estados Unidos)          | Medalla de bronce | –57 kg           |
| 2009                    | Buenos Aires (Argentina)        | Medalla de oro    | –57 kg           |
| 2010                    | San Salvador (El Salvador)      | Medalla de oro    | –57 kg           |
| 2011                    | Guadalajara (México)            | Medalla de oro    | –57 kg           |
| 2012                    | Montreal (Canadá)               | Medalla de bronce | –57 kg           |